# Dysommina rugosa
Dysommina rugosa är en fiskart som beskrevs av Ginsburg, 1951. Dysommina rugosa ingår i släktet Dysommina och familjen Synaphobranchidae. Inga underarter finns listade i Catalogue of Life.